# 牛化东
牛化东（1906年—1995年），曾用名牛殿英，字光远，陕西定边人，中华人民共和国政治人物，曾任宁夏军区副司令员，宁夏回族自治区政协副主席。